# Escândalo do Banco Marka
O Escândalo do Banco Marka ocorreu durante a desvalorização cambial no início do segundo governo de Fernando Henrique Cardoso, no qual onde levou a falência.
No dia 13 de janeiro de 1999, o governo federal anunciou o enterro definitivo da política cambial que consistia em manter o real valorizado em relação ao dólar. A decisão causou um grande impacto econômico, político  e social no país.
Com a desvalorização cambial, o banco Marka ficou insolvente. Assim como outra instituição financeira, o FonteCindam, do ex-diretor do Banco Central do Brasil, Luiz Antônio Gonçalves, o banco apostara na estabilidade do real, enquanto as demais instituições financeiras se preparavam para a alta do dólar. Conforme foi posteriormente comprovado em sentença definitiva no âmbito da Justiça Federal, havia um esquema de venda de informações privilegiadas, Cacciola alegou não se beneficiar dele, pois seu banco quebrou justamente porque foi um dos únicos a não apostar na desvalorização. O Marka estava então  com um valor equivalente a vinte vezes seu patrimônio líquido comprometido em contratos de venda no mercado futuro de dólar. Com a desvalorização do real, Cacciola ficou sem poder honrar os compromissos e pediu ajuda ao BC, conseguindo de forma criminosa usar de sua influência junto a seu consultor Luiz Augusto Bragança (também condenado), investidor que era amigo de infância do então presidente do Banco Central, Francisco Lopes.
Segundo a defesa dos condenados, com base no princípio de prudência era necessário evitar que a quebra dos bancos elevasse o "nervosismo no mercado" em um momento já muito tenso, a diretoria do BC realizou operações de venda de contratos futuros de dólares ao Banco Marka, ao preço de 1,275 real por dólar, e ao Banco FonteCindam, ao preço de 1,322 real por dólar. O preço da operação com o Banco Marka foi definido pela área técnica do Banco Central com o objetivo de limitar o prejuízo do banco a um montante exatamente igual ao necessário para zerar seu patrimônio líquido, ou seja, ao máximo que o Marka poderia suportar sem quebrar. Como contrapartida, o Banco Marka comprometeu-se  a encerrar definitivamente a sua atuação no mercado financeiro, exigência esta que não foi feita em relação ao Banco FonteCindam. As operações foram realizadas a R$1,27, preço superior  à cotação do dia na BM&F, que havia sido de R$ 1,25 por dólar. No caso do Banco FonteCindam foi até mesmo utilizado um preço ligeiramente superior ao teto da banda de negociação que o Banco Central estabelecera para o mercado  à vista  de transações com dólares (que é um mercado diferente do mercado de contratos de dólares futuros da BM&F, podendo ocorrer divergências entre as cotações dos dois mercados).
Se a cotação do mercado futuro de dólares evoluísse rapidamente em direção à cotação do mercado de dólares à vista, de 1,32 real por dólar (o que era possível mas não inevitável se o regime da banda cambial tivesse sido mantido), a posição de contratos de venda de dólares futuros adquiridos pelo Banco Central na operação com o Banco Marka teria produzido um custo da ordem de 56 milhões de reais, enquanto que a operação com o Banco FonteCindam não teria representado qualquer custo, pois já fora realizada com cotação superior ao teto da banda. Porém, dada a introdução da livre flutuação cambial, que ocorreu já em 18 de janeiro de 1999, e da elevação posterior da cotação do dólar, que a rigor não se podia prever com certeza no momento em que as operações foram feitas, elas terminaram produzindo um custo muito maior para o Banco Central, estimado de 1,5 bilhão de reais, em valores da época. Os maiores beneficiários foram os detentores de contratos de compra de dólares futuros na BM&F e indiretamente a própria BM&F, que evitou um sério de risco de perda de  confiança.[carece de fontes?]
Esse elevado custo das operações com os dois bancos deve ser avaliado levando-se em conta o ganho compensatório no valor, em reais, da reservas de dólares que estavam no Banco Central e que poderiam ter sido perdidas, caso as operações não tivessem sido realizadas. Nesse caso, como consequência de uma grave crise de confiança na BM&F, teria ocorrido uma corrida dos detentores de contratos de compra de dólares futuros ao mercado de dólares à vista para garantir a segurança (hedge) de suas posições, através da compra de dólares diretamente das reservas do Banco Central.[carece de fontes?] Para a diretoria do BC, as operações com os bancos Marka e FonteCindam se justificavam como legítimo exercício de sua competência discricionária, pois eliminavam o risco de um movimento de um ataque como esse às reservas cambiais do país, num momento de grande insegurança, o que poderia ter acarretado em custo maior para o Governo, o que foi desmentido no processo criminal. Além disso, alegaram que as operações reduziam o risco de pressão adicional de alta sobre a cotação do dólar, o que significaria custo ainda maior para o Governo caso ocorresse a flutuação cambial. No entanto, essa decisão do BC foi bastante questionada e gerou a abertura de uma Comissão Parlamentar de Inquérito (CPI).
Alegou ainda a defesa que o Banco Central tem como missão institucional a guarda da moeda nacional e do sistema financeiro nacional. Sua atuação deve ser pautada levando em conta os objetivos maiores da estabilidade econômica e financeira e da preservação da poupança nacional. A autoridade monetária não pode ser uma instituição que visa à maximização de lucros ou que deixe de atuar efetivamente visando eliminar qualquer risco de prejuízo em suas operações. Por outro lado, a boa gestão de um banco central exige que se evitem atuações em operações com risco potencial. É por isso que as intervenções nos mercados cambiais e de derivativos devem normalmente ser limitadas. Em momentos, porém, de grave risco para a estabilidade da economia, essas atuações podem se tornar inevitáveis, gerando custos operacionais que são apenas o resultado de atuações do Banco Central no sentido de garantir a estabilidade do sistema financeiro.
Os advogados citaram ainda um outro exemplo desse tipo de custo operacional ocorreu no ano de 2002. A partir de março daquele ano, o Banco Central do Brasil passou a assumir posições vendedoras em contratos de swap cambial na BM&F (que são essencialmente equivalentes a contratos de venda de dólar futuro). Era um momento delicado para a economia brasileira, tendo em vista a eleição presidencial  a se realizar em outubro daquele ano. As pesquisas de intenção de votos sugeriam a possibilidade real de vitória do candidato do PT, possibilidade esta que era vista por muitos operadores dos mercados financeiros como séria ameaça à estabilidade econômica e financeira do país. A cotação do dólar subiu de R$ 2,34, em março de 2002, para R$ 3,62, em dezembro do mesmo ano (uma alta de 56%), e aquelas operações de swap geraram um custo de R$ 14,189 bilhões (isto é, quatorze bilhões e 189 milhões de reais), valor cerca de nove vezes superior ao custo das operações com os bancos Marka e FonteCindam. Em seu balanço anual, o Banco Central do Brasil registrou um prejuízo total para o ano de 2002 de R$ 17,193 bilhões (isto é, dezessete bilhões e 193 milhões de reais).

## Condenação
Em  2005, a juíza Ana Paula Vieira de Carvalho, da 6ª Vara Federal Criminal do Rio de Janeiro, condenou o ex-presidente do Banco Central, Francisco Lopes, a dez anos de prisão e 120 dias-multa, fixados em cinco salários mínimos por dia, por peculato.  Na mesma sentença, foram condenados a ex-diretora do BC, Tereza Grossi, e o controlador do banco Marka, Salvatore Cacciola. Tereza foi condenada a seis anos de reclusão e 72 dias-multa, no valor unitário de três salários mínimos. Cacciola pegou 13 anos de prisão por peculato e gestão fraudulenta. Na sentença, a juíza achou a gestão de Cacciola à frente do banco Marka de irresponsável e desonesta. Francisco Lopes e Tereza foram acusados pelo Ministério Público de favorecer os bancos Marka e FonteCindam , em janeiro de 1999. Foram condenados também Luiz Antonio Gonçalves e Roberto José Steinfeld, do banco FonteCindam, a dez anos de prisão cada um. Cláudio Mauch, diretor de fiscalização do Banco Central à época, e Demóstenes Madureira do Pinho Neto, diretor de assuntos internacionais, também foram condenados a dez anos de prisão, e Luiz Antonio Bragança, a cinco anos de prisão.
Todos poderiam recorrer da decisão em liberdade. Salvatore Cacciola, cidadão italiano, que fugira para a Itália, perdera esse direito. 
Em 13 de março de 2012, o juiz Ênio Laércio Chappuis, da 22ª Vara Federal do Distrito Federal, condenou os principais envolvidos no caso que ficou conhecido como "escândalo Marka e FonteCindam" por improbidade administrativa, determinando o ressarcimento de uma soma bilionária aos cofres públicos . Na sentença de 94 páginas, o juiz  anexou um bilhete de Cacciola pedindo ajuda a Francisco Lopes, que presidia o BC. Nele, Cacciola  diz textualmente:
 "Preciso da tua ajuda… é muito importante para mim, para você e para o país. Caso você não consiga me receber, preciso de uma, muito maior, interferência sua no sentido do Mauch  [Cláudio Mauch, diretor de Fiscalização do BC à época] ser menos rigoroso e aceitar a negociação em um preço razoável. O ideal, mesmo assumindo um prejuízo enorme, seria R$ 1,25, porém, está distante da vontade do diretor".
Na esfera criminal, os principais envolvidos no escândalo foram condenados a penas que variaram de seis a 15 anos de prisão, mas recorreram das sentenças. Cacciola, que foi condenado a 13 anos por crime de gestão fraudulenta e desvio de dinheiro público,  cumpriu três anos e 11 meses de prisão no Complexo Penitenciário de Gericinó, em Bangu. Em agosto de 2011  foi-lhe concedida liberdade condicional. No mesmo processo, o presidente do Banco Central na época, Francisco Lopes, foi condenado a dez anos em regime fechado (sentença posteriormente reduzida para seis anos, em liberdade), e a ex-diretora de Fiscalização da instituição Teresa Grossi, a seis anos. Foi fixada a pena de dez anos para os ex-diretores do BC Cláudio Mauch e Demóstenes Madureira do Pinho Neto, além de Luiz Antonio Gonçalves e Roberto José Steinfeld, do Banco FonteCindam. Para Claudio Mauch e Tereza Grossi, funcionários aposentados do BC, o juiz estendeu “a sanção de perda de cargo público às aposentadorias".  O ex-consultor de Cacciola e amigo de infância de Francisco Lopes, Luiz Augusto Bragança, foi condenado a cinco anos em regime semi-aberto, por ter intermediado o pedido de ajuda financeira ao Banco Marka.   As sentenças atingiram também o Banco Central, a BM&F Bovespa, o BB Banco de Investimentos e o Marka, e o juiz determinou que os réus teriam de ressarcir danos ao erário de cerca de R$ 895,8 milhões, em valores de fevereiro de 1999. O magistrado também declarou nula "a operação de socorro feita pelo Banco Central do Brasil ao banco Marka".